# Cupa Orașelor Târguri 1964-1965

## Meciuri eliminatorii I
| Echipa 1                | Total | Echipa 2                 | Turul I | Turul II | Baraj |
| ----------------------- | ----- | ------------------------ | ------- | -------- | ----- |
| Wiener Sport-Club       | 3 - 1 | SC Leipzig               | 2 - 1   | 1 - 0    |       |
| Eintracht Frankfurt     | 4 - 5 | Kilmarnock FC            | 3 - 0   | 1 - 5    |       |
| Boldklubben 1913        | 1 - 4 | VfB Stuttgart            | 1 - 3   | 0 - 1    |       |
| Ferencvárosi TC         | 2 - 1 | Spartak ZJŠ Brno         | 2 - 0   | 0 - 1    |       |
| Göztepe AŞ              | 1 - 3 | FC Petrolul Ploiești     | 0 - 1   | 1 - 2    |       |
| RC Strasbourg           | 2 - 1 | AC Milan                 | 2 - 0   | 0 - 1    |       |
| FC Basel                | 2 - 1 | CA Spora Luxembourg      | 2 - 0   | 0 - 1    |       |
| Real Betis Sevilla      | 1 - 3 | Stade Français FC Paris  | 1 - 1   | 0 - 2    |       |
| Athletic Bilbao         | 4 - 2 | OFK Beograd              | 2 - 2   | 2 - 0    |       |
| FK Vojvodina            | 2 - 2 | DFS Lokomotiv Plovdiv    | 1 - 1   | 1 - 1    | 0 - 2 |
| Aris Salonic FC         | 0 - 3 | AS Roma                  | 0 - 0   | 0 - 3    |       |
| CF Os Belenenses        | 1 - 1 | Shelbourne FC            | 1 - 1   | 0 - 0    | 1 - 2 |
| Borussia Dortmund       | 4 - 3 | FC Girondins de Bordeaux | 4 - 1   | 0 - 2    |       |
| Vålerenga Fotball       | 4 - 9 | Everton FC               | 2 - 5   | 2 - 4    |       |
| Djurgårdens IF          | 2 - 7 | Manchester United        | 1 - 1   | 1 - 6    |       |
| RU Saint-Gilloise       | 0 - 2 | Juventus Torino          | 0 - 1   | 0 - 1    |       |
| Leixões SC Matosinhos   | 1 - 4 | Celtic Glasgow           | 1 - 1   | 0 - 3    |       |
| FC Barcelona            | 2 - 1 | AC Fiorentina            | 0 - 1   | 2 - 0    |       |
| Valencia CF             | 2 - 4 | RFC de Liège             | 1 - 1   | 1 - 3    |       |
| NK Zagreb               | 9 - 2 | Grazer AK                | 3 - 2   | 6 - 0    |       |
| Kjøbenhavns Boldklub    | 4 - 6 | DOS Utrecht              | 3 - 4   | 1 - 2    |       |
| Servette FC             | 3 - 8 | Atlético Madrid          | 2 - 2   | 1 - 6    |       |
| Hertha BSC Berlin       | 2 - 3 | Royal Antwerp            | 2 - 1   | 0 - 2    |       |
| Dunfermline Athletic FC | 4 - 2 | Örgryte IS               | 4 - 2   | 0 - 0    |       |

### Turul I
| Wiener Sport-Club     | 2 - 1 | SC Leipzig  |
| --------------------- | ----- | ----------- |
| Hömayer 47' Knoll 86' |       | Naumann 60' |

| Eintracht Frankfurt               | 3 - 0 | Kilmarnock FC |
| --------------------------------- | ----- | ------------- |
| Stein 53' Trimhold 55' Stinka 55' |       |               |

| Boldklubben 1913 | 1 - 3 | VfB Stuttgart              |
| ---------------- | ----- | -------------------------- |
| Dyrholm 20'      |       | Geiger 16' Höller 30', 88' |

| Ferencvárosi TC      | 2 - 0 | Spartak ZJŠ Brno |
| -------------------- | ----- | ---------------- |
| Varga 10' Albert 20' |       |                  |

| Göztepe AŞ | 0 - 1 | FC Petrolul Ploiești |
| ---------- | ----- | -------------------- |
|            |       | Dridea 22'           |

| RC Strasbourg           | 2 - 0 | AC Milan |
| ----------------------- | ----- | -------- |
| Mershel 76' Hausser 87' |       |          |

| FC Basel       | 2 - 0 | CA Spora Luxembourg |
| -------------- | ----- | ------------------- |
| Crava 14', 66' |       |                     |

| Real Betis Sevilla | 1 - 1 | Stade Français FC Paris |
| ------------------ | ----- | ----------------------- |
| López Hidalgo 46'  |       | Pottier 78'             |

| Athletic Bilbao               | 2 - 2 | OFK Beograd                        |
| ----------------------------- | ----- | ---------------------------------- |
| Koldo 52' (pen.) Argoitia 58' |       | Skoblar 56' (pen.) Vukašinović 75' |

| FK Vojvodina | 1 - 1 | DFS Lokomotiv Plovdiv |
| ------------ | ----- | --------------------- |
| Pavlić 71'   |       | Kolev 51'             |

| Aris Salonic FC | 0 - 0 | AS Roma |
| --------------- | ----- | ------- |
|                 |       |         |

| CF Os Belenenses | 1 - 1 | Shelbourne FC |
| ---------------- | ----- | ------------- |
| Palico 62'       |       | Barber 80'    |

| Borussia Dortmund                                   | 4 – 1 | FC Girondins de Bordeaux |
| --------------------------------------------------- | ----- | ------------------------ |
| Straschitz 29' (pen.) Konietzka 82' Brungs 85', 89' |       | Couécou 49'              |

| Vålerenga Fotball      | 2 - 5 | Everton FC                                         |
| ---------------------- | ----- | -------------------------------------------------- |
| Larsen 26' Eriksen 46' |       | Pickering 36', 71' Harvey 77' Temple 84' Scott 89' |

| Djurgårdens IF | 1 - 1 | Manchester United |
| -------------- | ----- | ----------------- |
| Johansson 8'   |       | Herd 87'          |

| RU Saint-Gilloise | 0 - 1 | Juventus Torino |
| ----------------- | ----- | --------------- |
|                   |       | Combin 35'      |

| Leixões SC Matosinhos        | 1 - 1 | Celtic Glasgow                         |
| ---------------------------- | ----- | -------------------------------------- |
| Esteves 6' · de Oliveira 55' |       | Murdoch 31' · Young 55' · Chalmers 86' |

| FC Barcelona | 0 - 1 | AC Fiorentina |
| ------------ | ----- | ------------- |
|              |       | Hamrin 27'    |

| Valencia CF | 1 - 1 | RFC de Liège |
| ----------- | ----- | ------------ |
| Waldo 23'   |       | Depireux 87' |

| NK Zagreb                  | 3 - 2 | Grazer AK            |
| -------------------------- | ----- | -------------------- |
| Dračić 35' Bubanj 51', 62' |       | Sgerm 53' Iberer 84' |

| Kjøbenhavns Boldklub                        | 3 - 4 | DOS Utrecht                                       |
| ------------------------------------------- | ----- | ------------------------------------------------- |
| Mortensen 13' Poulsen 35' (pen.) Møller 63' |       | Visser 19' van der Linden 20' Wery 21' Sleven 43' |

| Servette FC                | 2 - 2 | Atlético Madrid  |
| -------------------------- | ----- | ---------------- |
| Schindelholz 62' Daina 72' |       | Adelardo 5', 37' |

| Hertha BSC Berlin | 2 - 1 | Royal Antwerp |
| ----------------- | ----- | ------------- |
| Steinert 5', 27'  |       | Bohez 57'     |

| Dunfermline Athletic FC               | 4 - 2 | Örgryte IS                |
| ------------------------------------- | ----- | ------------------------- |
| McLaughlin 20', 46' Sinclair 30', 81' |       | Persson 19' Simonsson 25' |

### Turul II
| SC Leipzig | 0 - 1 | Wiener Sport-Club |
| ---------- | ----- | ----------------- |
|            |       | Gayer 53'         |

Wiener Sport-Club s-a calificat cu scorul general 3–1.
| Spartak ZJŠ Brno | 1 - 0 | Ferencvárosi TC |
| ---------------- | ----- | --------------- |
| Vojta 24'        |       |                 |

Ferencvárosi TC s-a calificat cu scorul general 2–1.
| VfB Stuttgart | 1 - 0 | Boldklubben 1913 |
| ------------- | ----- | ---------------- |
| Hoffmann 56'  |       |                  |

VfB Stuttgart s-a calificat cu scorul general 4–1.
| Kilmarnock FC                                            | 5 - 1 | Eintracht Frankfurt |
| -------------------------------------------------------- | ----- | ------------------- |
| Hamilton 13', 87' McIlroy 16' McFadzean 51' McInally 81' |       | Huberts 2'          |

Kilmarnock FC s-a calificat cu scorul general 5–4.
| FC Petrolul Ploiești | 2 - 1 | Göztepe AŞ |
| -------------------- | ----- | ---------- |
| Mocanu 5' Dridea 40' |       | Yayöz 22'  |

FC Petrolul Ploiești s-a calificat cu scorul general 2–1.
| DFS Lokomotiv Plovdiv | 1 - 1 | FK Vojvodina |
| --------------------- | ----- | ------------ |
| Kanchev 88'           |       | Milić 76'    |

La scorul general 2–2 s-a disputat un meci de baraj.
| AC Milan    | 1 - 0 | RC Strasbourg |
| ----------- | ----- | ------------- |
| Ferrario 9' |       |               |

RC Strasbourg s-a calificat cu scorul general 2–1.
| AS Roma                                     | 3 - 0 | Aris Salonic FC |
| ------------------------------------------- | ----- | --------------- |
| Tamborini 58' Schnellinger 69' Leonardi 71' |       |                 |

AS Roma s-a calificat cu scorul general 3–0.
| FC Girondins de Bordeaux | 2 – 0 | Borussia Dortmund |
| ------------------------ | ----- | ----------------- |
| Keita 40' Guillas 62'    |       |                   |

Borussia Dortmund s-a calificat cu scorul general 4–3.
| OFK Beograd | 0 - 2 | Athletic Bilbao  |
| ----------- | ----- | ---------------- |
|             |       | Uriarte 12', 54' |

Athletic Bilbao s-a calificat cu scorul general 4–2.
| Stade Français FC Paris | 2 - 0 | Real Betis Sevilla |
| ----------------------- | ----- | ------------------ |
| Pottier 23' Stasiak 77' |       |                    |

Stade Français FC Paris s-a calificat cu scorul general 3–1.
| Juventus Torino | 1 - 0 | RU Saint-Gilloise |
| --------------- | ----- | ----------------- |
| Menichelli 18'  |       |                   |

Juventus Torino s-a calificat cu scorul general 2–0.
| Celtic Glasgow                       | 3 - 0 | Leixões SC Matosinhos |
| ------------------------------------ | ----- | --------------------- |
| Chalmers 14' (83) Murdoch 88' (pen.) |       |                       |

Celtic Glasgow s-a calificat cu scorul general 4–1.
| Grazer AK | 0 - 6 | NK Zagreb                                         |
| --------- | ----- | ------------------------------------------------- |
|           |       | Bubanj 30', 32' Dračić 54', 57', 65' Azinović 77' |

NK Zagreb s-a calificat cu scorul general 9–2.
| Atlético Madrid                                                        | 6 - 1 | Servette FC  |
| ---------------------------------------------------------------------- | ----- | ------------ |
| Aragonés 17' Mendonça 28', 81' Ramiro 17' Adelardo 51', 66' Collar 71' |       | Schnyder 12' |

Atlético Madrid s-a calificat cu scorul general 7–2.
| AC Fiorentina | 0 - 2 | FC Barcelona      |
| ------------- | ----- | ----------------- |
|               |       | Seminario 8', 60' |

FC Barcelona s-a calificat cu scorul general 2–1.
| CA Spora Luxembourg | 1 - 0 | FC Basel |
| ------------------- | ----- | -------- |
| Krier 20'           |       |          |

FC Basel s-a calificat cu scorul general 2–1.
| RFC de Liège                     | 3 - 1 | Valencia CF  |
| -------------------------------- | ----- | ------------ |
| Bertoncello 4' Depireux 72' (74) |       | Vidagańy 73' |

RFC de Liège s-a calificat cu scorul general 4–2.
| Shelbourne FC | 0 - 0 | CF Os Belenenses |
| ------------- | ----- | ---------------- |
|               |       |                  |

La scorul general 1–1 s-a disputat un meci de baraj.
| Everton FC                                    | 4 - 2 | Vålerenga Fotball     |
| --------------------------------------------- | ----- | --------------------- |
| Young 15', 61' Jacobsen 66' (a.g.) Vernon 86' |       | Eriksen 32' Olsen 35' |

Everton FC s-a calificat cu scorul general 9–4.
| DOS Utrecht   | 2 - 1 | Kjøbenhavns Boldklub |
| ------------- | ----- | -------------------- |
| Wery 34', 87' |       | Sørensen 34'         |

DOS Utrecht s-a calificat cu scorul general 6–4.
| Royal Antwerp              | 2 - 0 | Hertha BSC Berlin |
| -------------------------- | ----- | ----------------- |
| van de Velde 21' Bohez 65' |       |                   |

Royal Antwerp s-a calificat cu scorul general 3–2.
| Örgryte IS | 0 - 0 | Dunfermline Athletic FC |
| ---------- | ----- | ----------------------- |
|            |       |                         |

Dunfermline Athletic FC s-a calificat cu scorul general 4–2.
| Manchester United                                   | 6 - 1 | Djurgårdens IF |
| --------------------------------------------------- | ----- | -------------- |
| Law 21', 68', 69' (pen.) Charlton 63', 73' Best 86' |       | Karlsson 89'   |

Manchester United s-a calificat cu scorul general 7–2.

### Baraj
| DFS Lokomotiv Plovdiv | 1 - 1 | FK Vojvodina |
| --------------------- | ----- | ------------ |
| Mizin 30' Enchev 80'  |       |              |

DFS Lokomotiv Plovdiv s-a calificat.
| Shelbourne FC          | 2 - 1 | CF Os Belenenses |
| ---------------------- | ----- | ---------------- |
| Hannigan 5' Conroy 25' |       | Teodoro 35'      |

Shelbourne FC s-a calificat.

## Meciuri eliminatorii II
| Echipa 1                | Total  | Echipa 2              | Turul I | Turul II | Baraj |
| ----------------------- | ------ | --------------------- | ------- | -------- | ----- |
| NK Zagreb               | 1 - 2  | AS Roma               | 1 - 1   | 0 - 1    |       |
| Stade Français FC Paris | 0 - 1  | Juventus Torino       | 0 - 0   | 0 - 1    |       |
| Wiener Sport-Club       | 2 - 2  | Ferencvárosi TC       | 1 - 0   | 1 - 2    | 0 - 2 |
| FC Basel                | 2 - 6  | RC Strasbourg         | 0 - 1   | 2 - 5    |       |
| Kilmarnock FC           | 1 - 6  | Everton FC            | 0 - 2   | 1 - 4    |       |
| FC Petrolul Ploiești    | 1 - 2  | DFS Lokomotiv Plovdiv | 1 - 0   | 0 - 2    |       |
| Borussia Dortmund       | 1 - 10 | Manchester United     | 1 - 6   | 0 - 4    |       |
| Dunfermline Athletic FC | 1 - 0  | VfB Stuttgart         | 1 - 0   | 0 - 0    |       |
| Athletic Bilbao         | 3 - 0  | Royal Antwerp         | 2 - 0   | 1 - 0    |       |
| FC Barcelona            | 3 - 1  | Celtic Glasgow        | 3 - 1   | 0 - 0    |       |
| DOS Utrecht             | 0 - 4  | RFC de Liège          | 0 - 2   | 0 - 2    |       |
| Shelbourne FC           | 0 - 2  | Atlético Madrid       | 0 - 1   | 0 - 1    |       |

### Turul I
| NK Zagreb  | 1 - 1 | AS Roma    |
| ---------- | ----- | ---------- |
| Beslač 51' |       | Nicolé 52' |

| Stade Français FC Paris | 0 - 0 | Juventus Torino |
| ----------------------- | ----- | --------------- |
|                         |       |                 |

| Wiener Sport-Club | 1 - 0 | Ferencvárosi TC |
| ----------------- | ----- | --------------- |
| Hömayer 35'       |       |                 |

| FC Basel | 0 - 1 | RC Strasbourg |
| -------- | ----- | ------------- |
|          |       | Hausser 50'   |

| Kilmarnock FC | 0 - 2 | Everton FC               |
| ------------- | ----- | ------------------------ |
|               |       | Temple 55' Morrissey 59' |

| FC Petrolul Ploiești | 1 - 0 | DFS Lokomotiv Plovdiv |
| -------------------- | ----- | --------------------- |
| Dridea 66' (pen.)    |       |                       |

| Borussia Dortmund | 1 – 6 | Manchester United                                |
| ----------------- | ----- | ------------------------------------------------ |
| Kurrat 52' (pen.) |       | Herd 12' Charlton 30', 79', 85' Best 49' Law 77' |

| Dunfermline Athletic FC | 1 - 0 | VfB Stuttgart |
| ----------------------- | ----- | ------------- |
| Callaghan 70'           |       |               |

| Athletic Bilbao            | 2 - 0 | Royal Antwerp |
| -------------------------- | ----- | ------------- |
| Koldo 6', 47' Argoitia 58' |       |               |

| FC Barcelona                      | 3 - 1 | Celtic Glasgow |
| --------------------------------- | ----- | -------------- |
| Zaldúa 10' Seminario 21' Rifé 82' |       | Hughes 55'     |

| DOS Utrecht | 0 - 2 | RFC de Liège               |
| ----------- | ----- | -------------------------- |
|             |       | Bertoncello 31' Wégria 73' |

| Shelbourne FC | 0 - 1 | Atlético Madrid |
| ------------- | ----- | --------------- |
|               |       | Cardona 71'     |

### Turul II
| Ferencvárosi TC     | 2 - 1 | Wiener Sport-Club  |
| ------------------- | ----- | ------------------ |
| Novák 33' Varga 65' |       | Johann Hömayer 32' |

La scorul general 2–2 s-a disputat un meci de baraj.
| RC Strasbourg                                         | 5 - 2 | FC Basel                       |
| ----------------------------------------------------- | ----- | ------------------------------ |
| Farias 13' Sbaiz 21' Hausser 30', 53' Szczepaniak 83' |       | Frigerio 22' (pen.) Blumer 35' |

RC Strasbourg s-a calificat cu scorul general 6–2.
| Everton FC                              | 4 - 1 | Kilmarnock FC |
| --------------------------------------- | ----- | ------------- |
| Harvey 24' Pickering 34', 70' Young 64' |       | McIlroy 6'    |

Everton FC s-a calificat cu scorul general 6–1.
| AS Roma       | 1 - 0 | NK Zagreb |
| ------------- | ----- | --------- |
| Angelillo 82' |       |           |

AS Roma s-a calificat cu scorul general 2–1.
| VfB Stuttgart | 0 - 0 | Dunfermline Athletic FC |
| ------------- | ----- | ----------------------- |
|               |       |                         |

Dunfermline Athletic FC s-a calificat cu scorul general 1–0.
| DFS Lokomotiv Plovdiv        | 2 - 0 | FC Petrolul Ploiești |
| ---------------------------- | ----- | -------------------- |
| Manolov 33' (pen.) Kolev 85' |       |                      |

DFS Lokomotiv Plovdiv s-a calificat cu scorul general 2–1.
| Juventus Torino | 1 - 0 | Stade Français FC Paris |
| --------------- | ----- | ----------------------- |
| Da Costa 49'    |       |                         |

Juventus Torino s-a calificat cu scorul general 1–0.
| Manchester United                     | 4 - 0 | Borussia Dortmund |
| ------------------------------------- | ----- | ----------------- |
| Charlton 1', 19' Law 68' Connelly 80' |       |                   |

Manchester United s-a calificat cu scorul general 10–1.
| Celtic Glasgow | 0 - 0 | FC Barcelona |
| -------------- | ----- | ------------ |
|                |       |              |

FC Barcelona s-a calificat cu scorul general 3–1.
| Atlético Madrid | 1 - 0 | Shelbourne FC |
| --------------- | ----- | ------------- |
| Adelardo 85'    |       |               |

Atlético Madrid s-a calificat cu scorul general 2–0.
| RFC de Liège      | 2 - 0 | DOS Utrecht |
| ----------------- | ----- | ----------- |
| G. Sulon 38', 67' |       |             |

RFC de Liège s-a calificat cu scorul general 4–0.
| Royal Antwerp | 0 - 1 | Athletic Bilbao |
| ------------- | ----- | --------------- |
|               |       | Echevarría 33'  |

Athletic Bilbao s-a calificat cu scorul general 3–0.

### Baraj
| Ferencvárosi TC | 2 - 0 | Wiener Sport-Club |
| --------------- | ----- | ----------------- |
| Albert 59', 75' |       |                   |

Ferencvárosi TC s-a calificat.

## Meciuri eliminatorii III
| Echipa 1          | Total | Echipa 2                | Turul I | Turul II | Baraj |
| ----------------- | ----- | ----------------------- | ------- | -------- | ----- |
| RFC de Liège      | 1 - 2 | Atlético Madrid         | 1 - 0   | 0 - 2    |       |
| Manchester United | 3 - 2 | Everton FC              | 1 - 1   | 2 - 1    |       |
| RC Strasbourg     | 2 - 2 | FC Barcelona            | 0 - 0   | 2 - 2    | 2 - 2 |
| Athletic Bilbao   | 1 - 1 | Dunfermline Athletic FC | 1 - 0   | 0 - 1    | 2 - 1 |
| Juventus Torino   | 2 - 2 | DFS Lokomotiv Plovdiv   | 1 - 1   | 1 - 1    | 2 - 1 |
| AS Roma           | 1 - 3 | Ferencvárosi TC         | 1 - 2   | 0 - 1    |       |

### Turul I
| RFC de Liège    | 1 - 0 | Atlético Madrid |
| --------------- | ----- | --------------- |
| Bertoncello 85' |       |                 |

| Manchester United | 1 - 1 | Everton FC    |
| ----------------- | ----- | ------------- |
| Connelly 33'      |       | Pickering 14' |

| RC Strasbourg | 0 - 0 | FC Barcelona |
| ------------- | ----- | ------------ |
|               |       |              |

| Athletic Bilbao | 1 - 0 | Dunfermline Athletic FC |
| --------------- | ----- | ----------------------- |
| Nando Yosu 87'  |       |                         |

| Juventus Torino | 1 - 1 | DFS Lokomotiv Plovdiv |
| --------------- | ----- | --------------------- |
| Menichelli 36'  |       | Muletarov 61'         |

| AS Roma      | 1 - 2 | Ferencvárosi TC         |
| ------------ | ----- | ----------------------- |
| De Sisti 81' |       | Rátkai 37' Fenyvesi 79' |

### Turul II
| Everton FC    | 1 - 2 | Manchester United    |
| ------------- | ----- | -------------------- |
| Pickering 54' |       | Connelly 6' Herd 69' |

Manchester United s-a calificat cu scorul general 3–2.
| FC Barcelona              | 2 - 2 | RC Strasbourg          |
| ------------------------- | ----- | ---------------------- |
| Benítez 57' Seminario 89' |       | Hausser 15' Farias 67' |

La scorul general 2–2 s-a disputat un meci de baraj.
| Dunfermline Athletic FC | 1 - 0 | Athletic Bilbao |
| ----------------------- | ----- | --------------- |
| Smith 20'               |       |                 |

La scorul general 1–1 s-a disputat un meci de baraj.
| Atlético Madrid                | 2 - 0 | RFC de Liège             |
| ------------------------------ | ----- | ------------------------ |
| Aragonés 42' (pen.) Ufarte 47' |       | Croté 88' · A. Sulon 88' |

Atlético Madrid s-a calificat cu scorul general 2–1.
| DFS Lokomotiv Plovdiv | 1 - 1 | Juventus Torino |
| --------------------- | ----- | --------------- |
| Manolov 4'            |       | Mazzia 44'      |

La scorul general 2–2 s-a disputat un meci de baraj.
| Ferencvárosi TC | 1 - 0 | AS Roma |
| --------------- | ----- | ------- |
| Albert 42'      |       |         |

Ferencvárosi TC s-a calificat cu scorul general 3–1.

### Baraj
| Athletic Bilbao              | 2 - 1 | Dunfermline Athletic FC |
| ---------------------------- | ----- | ----------------------- |
| Koldo 32' (pen.) Uriarte 85' |       | Smith 50'               |

Athletic Bilbao s-a calificat.
| FC Barcelona | 0 - 0 (d.p.) | RC Strasbourg |
| ------------ | ------------ | ------------- |
|              |              |               |

În urma egalității înregistrate la finalul prelungirilor meciului de baraj, RC Strasbourg s-a calificat prin tragere la sorți.
| Juventus Torino  | 2 - 1 (d.p.) | DFS Lokomotiv Plovdiv |
| ---------------- | ------------ | --------------------- |
| Sívori 23', 101' |              | Kanchev 17'           |

Juventus Torino s-a calificat.

## Sferturi de finala
| Echipa 1        | Total | Echipa 2          | Turul I | Turul II | Baraj |
| --------------- | ----- | ----------------- | ------- | -------- | ----- |
| Ferencvárosi TC | 2 - 2 | Athletic Bilbao   | 1 - 0   | 1 - 2    | 3 - 0 |
| RC Strasbourg   | 0 - 5 | Manchester United | 0 - 5   | 0 - 0    |       |

Atlético Madrid  și Juventus Torino  calificate direct.

### Turul I
| Ferencvárosi TC | 1 - 0 | Athletic Bilbao |
| --------------- | ----- | --------------- |
| Juhász 25'      |       |                 |

| RC Strasbourg | 0 - 5 | Manchester United                               |
| ------------- | ----- | ----------------------------------------------- |
|               |       | Connelly 20' Herd 40' Law 61', 89' Charlton 73' |

### Turul II
| Athletic Bilbao   | 2 - 1 | Ferencvárosi TC |
| ----------------- | ----- | --------------- |
| Arieta I 44', 75' |       | Varga 14'       |

La scorul general 2–2 s-a disputat un meci de baraj.
| Manchester United | 0 - 0 | RC Strasbourg |
| ----------------- | ----- | ------------- |
|                   |       |               |

Manchester United s-a calificat cu scorul general 5–0.

### Baraj
| Ferencvárosi TC                         | 3 - 0 | Athletic Bilbao |
| --------------------------------------- | ----- | --------------- |
| Echeberría 19' (a.g.) Fenyvesi 44', 63' |       |                 |

Ferencvárosi TC s-a calificat.

## Semifinale
| Echipa 1          | Total | Echipa 2        | Turul I | Turul II | Baraj |
| ----------------- | ----- | --------------- | ------- | -------- | ----- |
| Atlético Madrid   | 4 - 4 | Juventus Torino | 3 - 1   | 1 - 3    | 1 - 3 |
| Manchester United | 3 - 3 | Ferencvárosi TC | 3 - 2   | 0 - 1    | 1 - 2 |

### Turul I
| Atlético Madrid               | 3 - 1 | Juventus Torino |
| ----------------------------- | ----- | --------------- |
| Aragonés 47' (pen.), 52' (61) |       | Combín 88'      |

| Manchester United            | 3 - 2 | Ferencvárosi TC      |
| ---------------------------- | ----- | -------------------- |
| Law 34' (pen.) Herd 61', 69' |       | Novák 23' Rákosi 76' |

### Turul II
| Juventus Torino                          | 3 - 1 | Atlético Madrid |
| ---------------------------------------- | ----- | --------------- |
| Menichelli 50' Combín 52' Bercellino 57' |       | Aragonés 83'    |

La scorul general 4–4 s-a disputat un meci de baraj.
| Ferencvárosi TC              | 1 - 0 | Manchester United |
| ---------------------------- | ----- | ----------------- |
| Novák 44' (pen.) · Orosz 73' |       | Crerand 73'       |

La scorul general 3–3 s-a disputat un meci de baraj.

### Baraj
| Juventus Torino                                | 3 - 1 | Atlético Madrid |
| ---------------------------------------------- | ----- | --------------- |
| Stacchini 35' Calleja 76' (a.g.) Salvadore 82' |       | Aragonés 83'    |

Juventus Torino s-a calificat.
| Ferencvárosi TC         | 2 - 1 | Manchester United |
| ----------------------- | ----- | ----------------- |
| Karába 44' Fenyvesi 54' |       | Connelly 86'      |

Ferencvárosi TC s-a calificat.

## Finala
| Juventus Torino | 0 - 1 | Ferencvárosi TC |
| --------------- | ----- | --------------- |
|                 |       | Fenyvesi 74'    |

| Câștigătoarea Cupei Orașelor Târguri 1964–65 |
| Ungaria                                      |
| Ferencvárosi TC Primul trofeu                |

## Golgheteri
8 goluri
- Bobby Charlton (Manchester United FC)
- Denis Law (Manchester United FC)

6 goluri
- David Herd (Manchester United FC)
- Luis Aragones (Atlético Madrid)
- Frederick Pickering (FC Everton)